# 国立紫金山天文台旧址
国立紫金山天文台旧址位于江苏省南京市玄武区紫金山的第三峰天堡峰。最初是国立中央研究院天文研究所以及紫金山天文台馆舍所在。1934年9月，紫金山天文台建筑基本完工:23。
1996年11月，列为第四批全国重点文物保护单位。整体占地3.1公顷:58（或5.4公顷），其中保护建筑面积约2207平方米。

## 建筑历史
1928年，国立中央研究院天文研究所成立，高鲁任所长。同年，开始筹建中国第一座自行建设的现代天文台，委托基泰工程公司设计。1929年，余青松接任国立中央研究院天文研究所所长，继续筹建天文台。经过实地考察，余青松选定紫金山为天文台地址。由于资金缺乏和承包商要价高的原因，余青松亲自参与设计、绘图、监理:23。根据当时总理陵园管理委员会提出的中式风格设计要求，余青松与建筑师杨廷宝经过协商和修改，形成一份“中式天文台”建筑图纸。同年12月，紫金山天文台开工建设。建筑规划包括一条盘山公路、一幢台本部、一幢子午仪室、一幢赤道仪室、一幢变星仪室、两幢宿舍:57。
五座主要建筑中的子午仪室于1931年10月开工，1933年5月15日完工。赤道仪室于1933年5月16日开工，1934年8月15日完工。大台本部于1933年9月4日开工，1934年8月完工。变星仪室于1933年12月开工，1935年春完工。“天文台”牌坊于1933年9月4日开工，完工时间不详:83。盘山公路现名为天文路:58，或标注为天文台路。
五座主要建筑所附的奠基碑刻落款时间与实际时间不符。有作者认为，奠基碑刻落款时间是为有天文含义而特意选择的。子午仪室奠基碑由国立中央研究院院长蔡元培题写，落款时间为民国二十一年（1932年）6月21日夏至。赤道仪室奠基碑由考試院院長戴季陶题写，落款时间为民国二十二年（1933年）9月23日秋分。大台本部奠基碑由行政院院長汪精卫题写，落款时间为民国二十二年（1933年）12月22日冬至。变星仪室奠基碑由監察院院長于右任题写，落款时间为民国二十三年（1934年）3月21日春分。“天文台”牌坊匾额由國民政府主席林森题写，落款时间为民国二十四年（1935年）1月1日元旦。文化大革命时期，因政治原因，戴季陶题写的碑文被磨去名字。汪精卫和于右任题写的碑文则被磨去全部文字，后由时任紫金山天文台台长的张钰哲和时任中国科学院副院长的严济慈重书:82—83。
1934年9月1日，国立中央研究院天文研究所由鼓楼城堡（今鼓楼公园内）迁至紫金山天文台办公。因此9月1日被视为紫金山天文台的建成日期:83。后世作者或称紫金山天文台在“1934年9月基本完工”:23、“1934年9月1日建成”:56。1935年，原存放于北京古观象台的中国古代天文仪器运至南京，安放于紫金山天文台内:23。
1996年11月，中国国务院以“国立紫金山天文台旧址”之名列为第四批全国重点文物保护单位:23。2021年相关文章提及，“国立紫金山天文台旧址”占地3.1万平方米:58（3.1公顷）。
2022年时，紫金山天文台的主体功能已迁往栖霞区的仙林地区，仅余科普部。“国立紫金山天文台旧址”所在又称“紫金山园区”。紫金山园区现有围墙围合区域，用地面积约5.4公顷。2022年12月时，南京市人民政府下属的规划和自然资源局对《紫金山天文台资源保护与环境提升项目规划设计方案》进行批前公示。项目将“通过保护文保建筑、局部改造老旧建筑、个别拆除不当建筑、少量新建科普体验馆等方式，对园区内现有建筑进行分级保护和充分利用，完善科普展示、旅游服务、配套基础设施等功能。”项目规划设计方案中，园区总建筑面积约11350平方米，其中：保护建筑面积约2207平方米、改造建筑面积约8025平方米、拆除建筑面积约1290平方米、新建建筑面积约1118平方米。主要新建建筑为天文科普体验馆。园区规划总建筑面积比现状减少约172平方米，其中地上总建筑面积比现状减少约520平方米、规划绿地面积比现状增加约120平方米。

## 建筑相关
紫金山天文台于1934年建成时，主要建筑是四座天文观测室和办公楼:78，另有大、小宿舍:23、“天文台”牌坊:83等。

### 天文建筑
四座天文建筑分别是大台本部（或称大台，大赤道仪观测室和办公楼）、赤道仪室（或称小赤道仪观测室、小赤道仪室）、子午仪室（或称子午仪观测室）、变星仪室（或称变星仪观测室）:79，81:23。
四座天文建筑的建筑规制大体一致。外墙为山石砌成的虎皮墙。建筑下部呈规整的矩形，顶部有一方平台，平台四周有中式建筑形式的钩栏。其中，三个平台中央有银灰色天文圆顶，形成上圆下方的建筑形制，被认为隐喻中国古代“天圆地方”的观念。:79。
由杨廷宝设计的大台本部被认为是所有建筑中最别致的。该建筑坐北朝南，按轴线对称分布。杨廷宝利用地形高差，设计形成“底层两侧和二层中部北侧均有出入口与室外相通、底层与二层之间有楼梯相连的特殊结构”:58。
1950年，对大赤道仪观测室的60厘米反射望远镜进行修复。1955年1月20日，台长张钰哲和助手张家祥在此发现小行星“紫金1号”（“查刘璧如”星）:58。

### 石牌坊
石牌坊位于大台本部办公楼前，为棕褐色琉璃顶:79。牌坊匾額正面为时任國民政府主席林森书写的“天文台”三字:81。

### 古天文仪器
紫金山天文台保存的原北京古观象台的古仪器为五件，分别是：1.明朝正统七年（1442年）制青铜铸浑天仪（浑仪）；2.明朝正统七年制簡儀；3.明朝正统年间制铜铸圭表；4.清朝光绪年间（1903年）制天体仪（天球仪）:23:58—59；5.清朝光绪年间制地平经纬仪:23。
古天文仪器中的浑仪、简仪、圭表在八国联军攻占北京时被抢劫和破坏。1905年，从法国索回简仪。1920年，从德国运回浑仪。1950年代，天文台曾请古铜制作老艺人修复浑仪的龙角、龙爪。1987年，委托南京博物院对古天文仪器进行全面修复，恢复功能:23。

## 图集

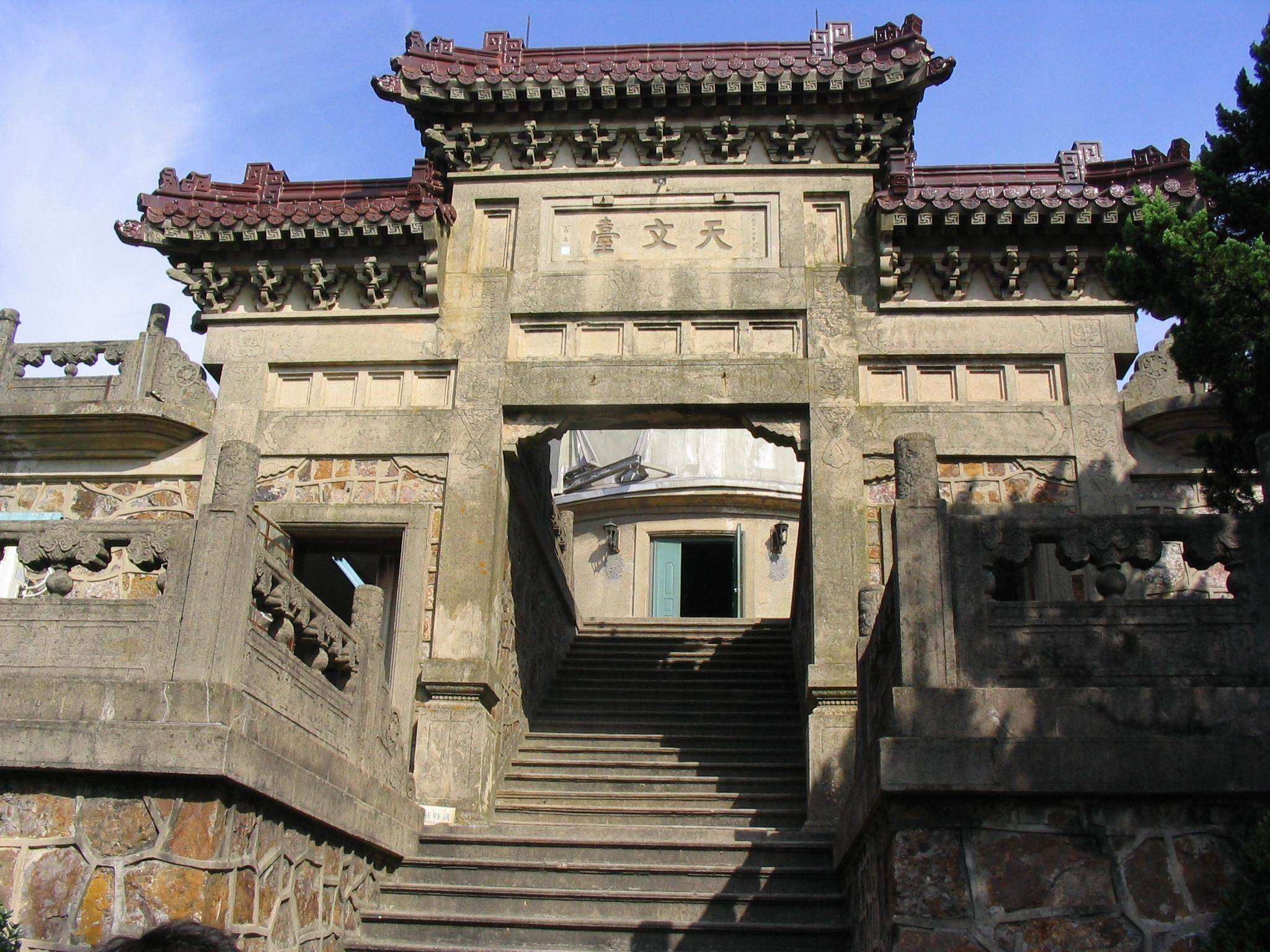
国立紫金山天文台台本部入口牌坊
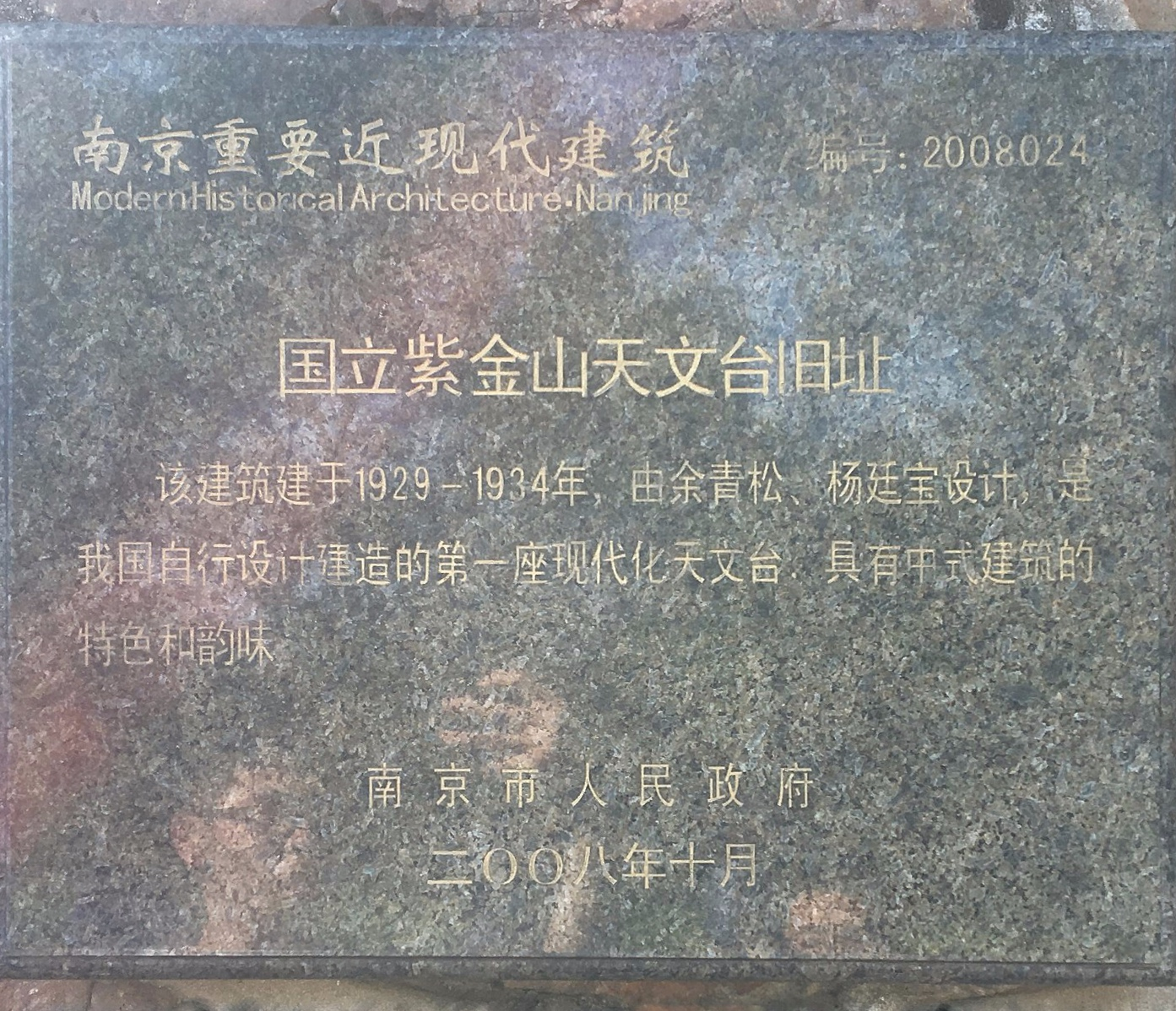
国立紫金山天文台旧址铭牌
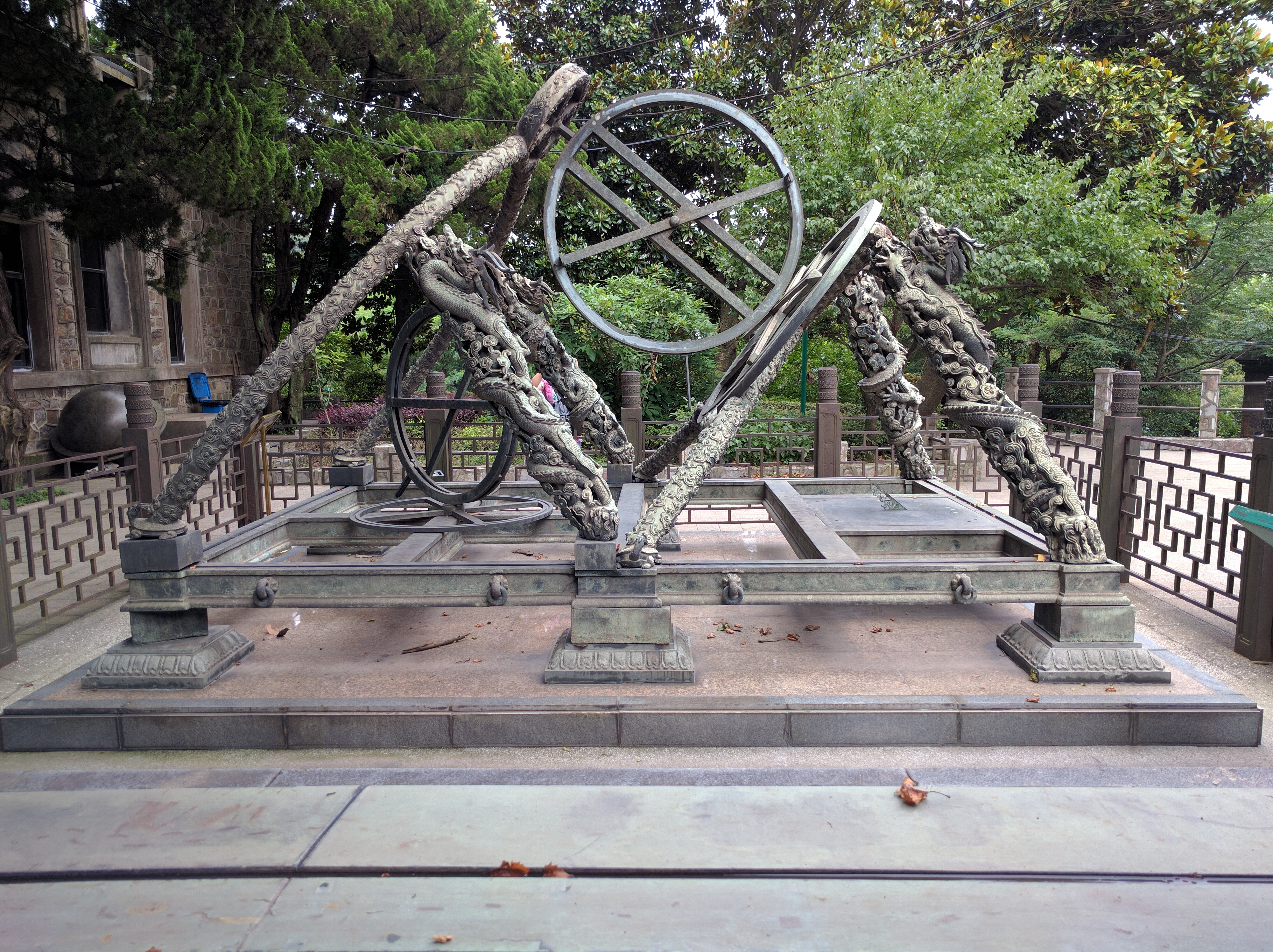
明制简仪
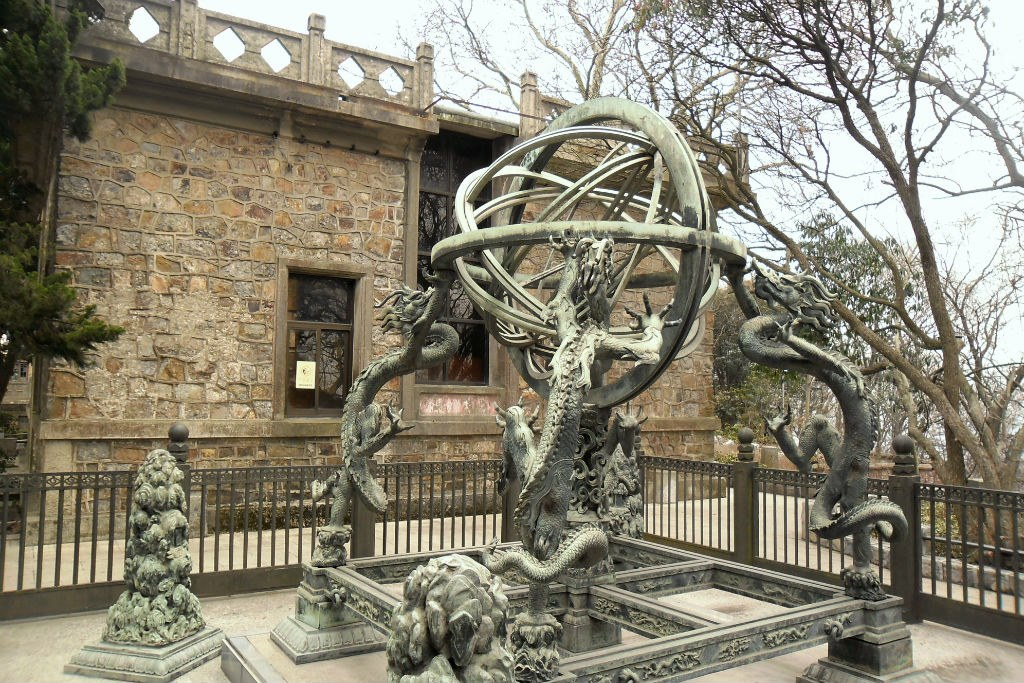
明制浑天仪（浑仪）
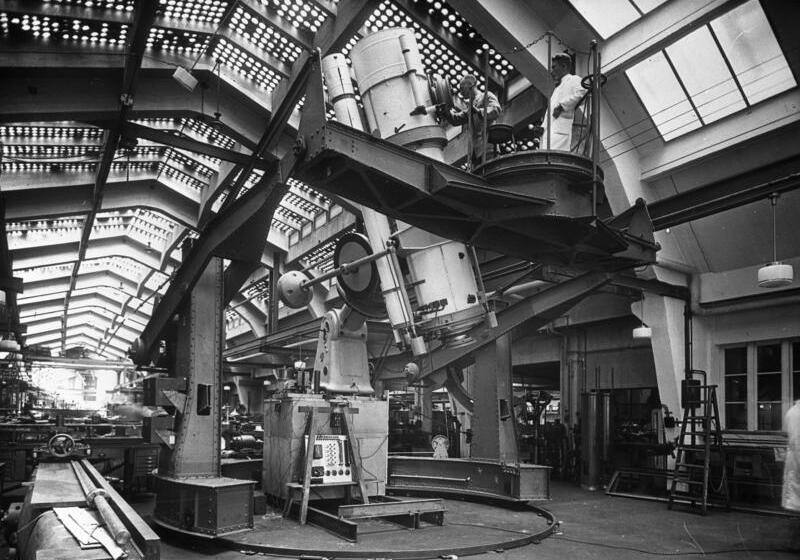
大赤道仪室内的德国蔡司公司制造的60厘米反射望远镜，附石英制棱镜分光摄谱仪，是当时中国及远东地区口径最大的天文望远镜[4]:80。
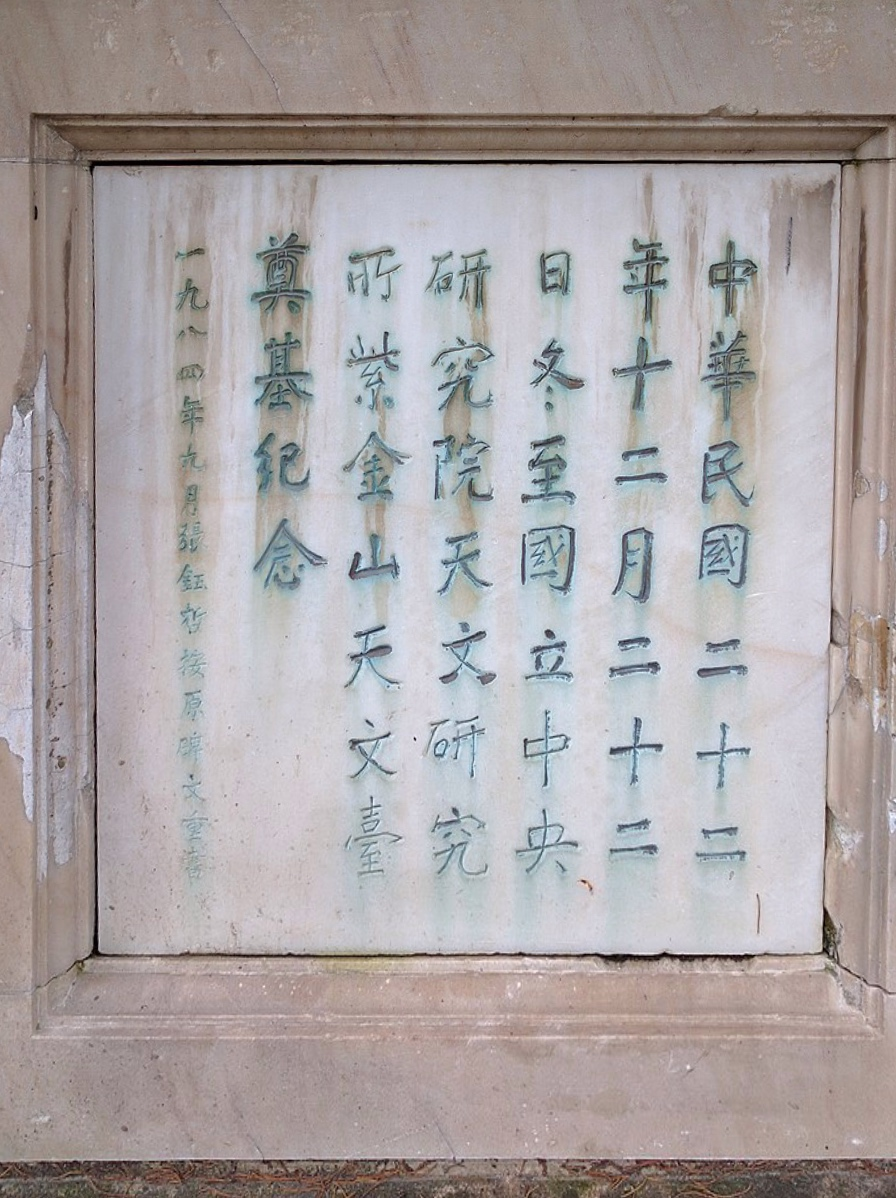
1984年，时任紫金山天文台台长张钰哲重书的大台本部奠基纪念碑[4]:82。